# Rajd Mogürt-Salgó 1986
Rajd Mogürt-Salgó 1986 (13. Nemzetközi Mogürt-Salgó Rallye 1986) – 13. edycja rajdu samochodowego Rajd Mogürt-Salgó rozgrywanego na Węgrezch. Rozgrywany był od 18 do 19 kwietnia 1986 roku. Rajd był drugą rundą Rajdowego Pucharu Pokoju i Przyjaźni w roku 1986 i także pierwszą rundą Rajdowych Mistrzostw Węgier w roku 1986.

## Klasyfikacja rajdu
| Miejsce                                  | Kierowca               | Pilot                      | Samochód               | Czas                   | Strata                 |                        |
| Klasyfikacja generalna                   | Klasyfikacja generalna | Klasyfikacja generalna     | Klasyfikacja generalna | Klasyfikacja generalna | Klasyfikacja generalna | Klasyfikacja generalna |
| ---------------------------------------- | ---------------------- | -------------------------- | ---------------------- | ---------------------- | ---------------------- | ---------------------- |
| 1.                                       | Eugenijus Tumalevičius | Pranas Videika             | Lada VAZ 2105 VFTS     | 3:19:09                | -                      |                        |
| 2.                                       | Vallo Soots            | Toomas Putmaker            | Lada VAZ 2105 VFTS     | 3:20:05                | +56                    |                        |
| 3.                                       | Slavcho Hristov        | Stoyan Radev               | Lada VAZ 2105 VFTS     | 3:27:52                | +8:43                  |                        |
| 4.                                       | Nikolai Nikolov        | Krasimir Petrov            | Lada VAZ 2105 VFTS     | 3:29:02                | +9:53                  |                        |
| 5.                                       | László Németh          | András Jójárt              | Renault 5 Turbo        | 3:29:47                | +10:38                 |                        |
| 6.                                       | Pavel Janeba           | Jan Krečman                | Škoda 130 LR           | 3:29:55                | +10:46                 |                        |
| 7.                                       | Yotzo Stefanov         | Angel Tzvetkov             | Lada VAZ 2105 VFTS     | 3:30:09                | +11:00                 |                        |
| 8.                                       | György Selmeczi        | Mihály Dudás               | Lada VAZ 2105 VFTS     | 3:32:48                | +13:39                 |                        |
| 9.                                       | Barna Veszprémi        | Éva Veszpréminé Debreczeni | Lada VAZ 2105 VFTS     | 3:33:05                | +13:56                 |                        |
| 10.                                      | Jānis Lavrinovich      | Raimondas Pokulis          | Lada VAZ 2105 VFTS     |                        |                        |                        |
| Klasyfikacja RPPiP                       |                        |                            |                        |                        |                        |                        |
| 1.                                       | Eugenijus Tumalevičius | Pranas Videika             | Lada VAZ 2105 VFTS     | 3:19:09                | -                      |                        |
| 2.                                       | Vallo Soots            | Toomas Putmaker            | Lada VAZ 2105 VFTS     | 3:20:05                | +56                    |                        |
| 3.                                       | Slavcho Hristov        | Stoyan Radev               | Lada VAZ 2105 VFTS     | 3:27:52                | +8:43                  |                        |
| 4.                                       | Nikolai Nikolov        | Krasimir Petrov            | Lada VAZ 2105 VFTS     | 3:29:02                | +9:53                  |                        |
| 5.                                       | Pavel Janeba           | Jan Krečman                | Škoda 130 LR           | 3:29:55                | +10:46                 |                        |
| 6.                                       | Yotzo Stefanov         | Angel Tzvetkov             | Lada VAZ 2105 VFTS     | 3:30:09                | +11:00                 |                        |
| 7.                                       | György Selmeczi        | Mihály Dudás               | Lada VAZ 2105 VFTS     | 3:32:48                | +13:39                 |                        |
| 8.                                       | Barna Veszprémi        | Éva Veszpréminé Debreczeni | Lada VAZ 2105 VFTS     | 3:33:05                | +13:56                 |                        |
| 9.                                       | Jānis Lavrinovich      | Raimondas Pokulis          | Lada VAZ 2105 VFTS     |                        |                        |                        |
| Klasyfikacja Rajdowych Mistrzostw Węgier |                        |                            |                        |                        |                        |                        |
| 1.                                       | László Németh          | András Jójárt              | Renault 5 Turbo        | 3:29:47                | 0.00                   |                        |
| 2.                                       | György Selmeczi        | Mihály Dudás               | Lada VAZ 2105 VFTS     | 3:32:48                | +3:01                  |                        |
| 3.                                       | Barna Veszprémi        | Éva Veszpréminé Debreczeni | Lada VAZ 2105 VFTS     | 3:33:05                | +3:18                  |                        |

| 1. | ZSRR     |
| 2. | Bułgaria |
| 3. | NRD      |